# Ryszard Ablewski
Ryszard Ablewski (27 de febrero de 1987) es un deportista polaco que compitió en remo. Ganó una medalla de plata en el Campeonato Europeo de Remo de 2017, en la prueba de ocho con timonel.

## Palmarés internacional
| Campeonato Europeo | Campeonato Europeo       | Campeonato Europeo | Campeonato Europeo |
| Año                | Lugar                    | Medalla            | Prueba             |
| ------------------ | ------------------------ | ------------------ | ------------------ |
| 2017               | Račice (República Checa) | Medalla de plata   | Ocho con timonel   |